# Propedies sanguineus
Propedies sanguineus är en insektsart som först beskrevs av Bruner, L. 1920.  Propedies sanguineus ingår i släktet Propedies och familjen gräshoppor. Inga underarter finns listade i Catalogue of Life.